# Stelletta defensa
Stelletta defensa är en svampdjursart som beskrevs av Gustavo Pulitzer-Finali 1983. Stelletta defensa ingår i släktet Stelletta och familjen Ancorinidae. Inga underarter finns listade i Catalogue of Life.